# Каховский завод электросварочного оборудования
Каховский завод электросварочного оборудования — промышленное предприятие в городе Каховка

## История
Предприятие было построено в ходе индустриализации СССР, в 1929 году, его первой продукцией были поршневые кольца для двигателей тракторов «Интернационал», «Лунцбульдо» и «Фордзон». В дальнейшем завод приступил к выпуску сельскохозяйственного инвентаря, изготовлению строительных механизмов, металлоконструкций, занимался ремонтом экскаваторов, кранов, двигателей и другой техники.
В 1959 году по настоятельному предложению института электросварки им. Е. О. Патона разворачиваются работы по переориентации завода на выпуск электросварочного оборудования.

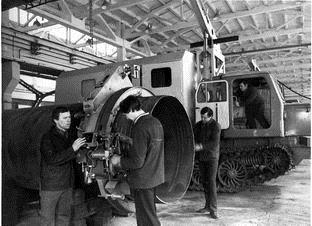
На заводе

Первым сварочным аппаратом с маркой КЗЭСО был автомат АБС для сварки под слоем флюса. В период 1971—1985 годов вместе с освоением производства нового оборудования традиционных видов сварки, КЗЭСО приступает к выпуску уникальных подвесных машин типа К-355 для контактной стыковой сварки рельс.
В 1974 министерству электротехнической промышленности СССР было поручено провести реконструкцию завода для организации производства комплекса оборудования, предназначенного для автоматической сварки в среде защитных газов в полевых условиях неповоротных стыков труб большого диаметра. После завершения реконструкции, в 1976 - 1978 гг. заводом был освоен выпуск целого ряда машин и передвижных комплексов для дуговой автоматической сварки в стационарных и полевых условиях неповоротных стыков труб диаметром от 529 до (ГДФ-1001, «Дуга», «Стык»), а также для контактной стыковой сварки труб диаметром от 59 до (К-813, К-584, ТКУП-321).
В начале 1980-х годов завод приступает к изготовлению полуавтоматов типа ПДГ-508 и стационарных рельсосварочных машин К-190ПА. В эти годы осваивается выпуск и наращиваются объемы товаров бытового назначения, ведется реконструкция, завода.
С 1987 года начинается выпуск серии автоматов А-1406, А-1412, А-1416, АД-231, АД-320 для дуговой сварки и наплавки под слоем флюса и порошковыми материалами, полуавтоматов ПДГ-516, ПДГ-603, ПДФ-502.
В 1990 году директором завода избран главный инженер завода Микитин Ярослав Иванович.
Результатом выбранной политики и направления развития завода явилось существенное укрепление его позиций, как на национальном, так и на мировом уровне (рынке). Завод стал одним из крупнейших на Украине и СНГ предприятием по изготовлению и разработке широкого спектра сварочного оборудования.
В мае 1995 года Кабинет министров Украины включил завод в перечень предприятий, подлежащих приватизации в течение 1995 года. В дальнейшем, государственное предприятие было преобразовано в открытое акционерное общество.
В 1995 году, продолжая тесное сотрудничество с Институтом электросварки им. Е. О. Патона, завод сделал рывок по постановке на производство универсальных сварочных выпрямителей на 300А, 400А, 500А и 1250А, сварочных трансформаторов на 110А, 250А, 315А и 500А. Начался выпуск мобильных 4-х постовых сварочных агрегатов на базе полноприводных автомобилей и трелевочных тракторов.
В 1996 году завод освоил выпуск серии машин для контактной точечной сварки — КТ004, КТ007, КТ008, КТ009, а также машин для шовной сварки КШ001 и КШ002.
В августе 1997 года завод был включён в перечень предприятий, имеющих стратегическое значение для экономики и безопасности Украины.
Новые компьютеризированные рельсосварочные машины К-900А — 1, К-920, К922-1, К-930, К-945, К1000 и К1100, а также машина К-924 (для контактной стыковой сварки железнодорожных крестовин с соответствующими рельсовыми профилями), оснащенные микропроцессорными системами управления и гидроаппаратурой лучших европейских производителей, заняли своё место на рынке. Это же относится к мобильным рельсосварочным комплексам КСМ—005 и КСМ−007, которые используются при ремонте и строительстве железных дорог.
С 2007 года начинается второе направление деятельности завода — производство железнодорожной путевой техники — щебнеочистительных самоходных машин.
Начавшийся в 2008 году экономический кризис осложнил положение предприятия, 2008 год завод завершил с убытком  31,884 млн. гривен. В 2011 году положение завода оставалось сложным.
В 2021 году завод задолжал своим работникам зарплату на общую сумму 42 миллиона гривен. Те массово подают иски в суд.

## Деятельность
ПАО «КЗЭСО» крупная инжиниринговая и производственная компания, специализирующаяся на проектировании, изготовлении, комплексной поставке и сервисному обслуживанию современного электросварочного оборудования, трубо- и рельсосварочных мобильных комплексов, многоэлектродных машин и автоматизированных линий для производства арматурных сеток, путевой техники.